# ビリーズブートキャンプ
ビリーズブートキャンプ('Billy's Boot Camp)とは、ビリー・ブランクスが考案した短期集中型のエクササイズ、及びそれを収録した映像ソフトウェアの題名である。アメリカ軍における新兵向けの基礎訓練「ブートキャンプ」がベースになっている。正式名称は「Billy Blanks Boot Camp」。

## 概要
動画で流れる映像を観ながら身体を動かし、7日間の減量プログラムを消化するという名目の短期集中型運動演目である。ビリーによれば、これは「もともとアメリカ人に向けて作ったもの」だという。
キックボクシングの動きを基礎に、有酸素運動による鍛錬で構成される。
有酸素運動に加えて無酸素運動の要素も取り入れている。専用のビリー・バンドを使う場面も多いが、ビリー本人が「初心者は無理にこれを使わなくてもいい」と述べており、運動に参加している者たちの一部はバンドを使うことなく同じ動きを見せている（2005年版の最終プログラムでは全員バンドを使用している）。
1人1人がそれぞれ個々のペースで取り組める一方、55分間のプログラムでは身体にかかる負荷も増大する。体力に自信があっても不調を感じた時点で運動を休憩・中止するべきであり、ビリーも本編やテレビ出演時にそのように述べている。バンドを用いたエクササイズは高い負荷がかかり、運動不足の人はそれを用いないよう勧められている。
ビリー・ブランクスは1990年代にタエ・ボー（Tae Bo）を創設し、ビリーズ・ブート・キャンプはその後に考案されたエクササイズプログラムであり、「Tae Bo」の動きを取り入れている要素もある。
オークローンマーケティングによる「TEAM BILLY」の日本版公式サイト（SNS形式、招待制ではない）が無償で運営されていたが、2011年5月31日をもって閉鎖された。

## DVD
運動中に流れる曲はビリー・ブランクス本人による作曲であり、サウンドトラックもある。
2004年版
- Billy Blanks Boot Camp 1 30分 日本語版未発売
- Billy Blanks Boot Camp 2 40分 日本語版未発売

2005年版 日本で言う一般的な「ビリーズブートキャンプ」
- Basic Training Bootcamp 基本プログラム 55分
- Ultimate Bootcamp 応用プログラム 55分
- Ab Bootcamp 腹筋プログラム 36分
- Cardio Bootcamp Live 最終プログラム 30分

2006年版 ビリーズブートキャンプの続編にあたる「ビリーズブートキャンプエリート」
錘入りのエリートバンドを用いる。
- Bootcamp Elite Mission Four: ミッション4 初級編 8分
  - 邦題「エリートボディを維持せよ」毎日続けられるよう短時間にしたもの。
- Bootcamp Elite Mission One: Get Started ミッション1 初級編 40分
  - 邦題「入隊試験を突破せよ」8分のボーナストラック（ビリーによる動きのアドバイス）が収録されている
- Bootcamp Elite Mission Two: Maxium Power ミッション2 中級編 45分
  - 邦題「余分な贅肉を撃破せよ!」8分のボーナストラック（二等筋中心）が収録されている
- Bootcamp Elite Mission Three: Rock Solid Abs ミッション3 ウェストダウンプログラム 中級編30分
  - 邦題「腹筋を割れ!」 8分間のボーナストラックが収録されている
- Mission Spot Training: Lower Body ミッション5 30分
  - 邦題「下半身を引き締めよ!」
- Mission Spot Training: Upper Body 日本語版未発売 30分
  - 上半身（肩と腕）中心に鍛えるワークアウト
- Fat-Blasting Cardio 日本語版未発売 40分
  - さまざまな慣れを必要とする動きで鍛えるワークアウト（他DVDでのワークアウトの発展版）
  - バンドは使わない。

2007年版
- Billy's Favorite Moves 43分
  - 邦題「ザ･ベスト･オブ･ビリーズブートキャンプ」(The Best Of Billy's Bootcamp)
  - ビリーズブートキャンプおよびエリートで行ってきた動きをまとめたビリーズブートキャンプの総集編。ビリー・バンドは用いない。

なお、本国アメリカにおいては、DVD3本にバンドが付いたセットの値段は30ドル（発売当時約3,800円）程度であるのに対して、日本語字幕版はDVD4本セットにバンドが付いて約15,000円（約125ドル）で、キャッシュバックを利用しても10000円程度になる。

## 令和版ビリーズブートキャンプ
2020年4月、オンラインフィットネスサービスの「LEAN BODY」がオンデマンド番組として「令和版 ビリーズブートキャンプ」を制作した。この時期に国内外で感染が拡大していた新型コロナウイルスによる外出自粛や在宅勤務の影響で運動不足が心配される中での配信開始だったこともあり、公開2日間で7000人が「入隊」した、と報じられた。2020年6月には、これのDVDが発売された。
ビリーは「日本人はあまり笑わない印象がある」「笑いながらやるよう指導する」「私は運動するのも教えるのも好き」と語っている。